# Anacardium tenuifolium
Anacardium tenuifolium é uma espécie do gênero Anacardium. 

## Taxonomia
A espécie foi descrita em 1939 por Adolpho Ducke. 